# Melissa de Marcianópolis
Santa Melissa (italiano : Melissa ; lombardo : Melissa ; latín : Melissae ; griego clásico y griego koiné : Μελιτινή, Μελιτίνη; romaniz.: Melitinē, Melitini; Brescia, 28 de febrero de 126 – Marcianópolis, 16 de septiembre de 157 ) también conocida como Melitina de Marcianópolis o Melitine de Marcianópolis fue una virgen y mártir legendaria de las tradiciones cristianas del siglo II. Según la leyenda, fue una misionera procedente de la península itálica y habría vivido en Marcianópolis con la misión de evangelizar a otros pueblos al mismo tiempo que Tracia, la región donde se encontraba la ciudad, estaba controlada por el gobernador Antíoco. Fue martirizada por él durante la persecución del emperador Antonino Pío (r. 138–161) . Su fiesta litúrgica se celebra el 16 de septiembre. 

## Historia
«Algunos autores eclesiásticos modernos sostienen que podría haber sido un personaje de una obra de ficción erróneamente tomado por histórico.» 
Melissa era una cristiana devota que residía en la ciudad de Marcianópolis, enviada como misionera desde tierras lejanas para evangelizar la región de Tracia durante el reinado del emperador Antonino Pío. En aquel tiempo, el gobernador de la provincia era Antíoco, un conocido perseguidor de cristianos. Al enterarse de la fe inquebrantable de Melissa y de su labor misionera —cuya predicación fervorosa llevó a muchos paganos a convertirse al cristianismo—, Antíoco ordenó su arresto inmediato, considerándola una amenaza para el orden religioso y político establecido por el culto a los dioses romanos.
Dotada por el Señor con el don de los milagros, Santa Melissa destruyó, mediante sus oraciones, los ídolos de los dioses paganos Apolo y Hércules, lo que provocó un gran escándalo entre los gentiles y encendió aún más la ira del gobernador. Ante la firme negativa de Melissa a adorar a los dioses paganos, Antíoco ordenó que fuera confiada a su esposa y a un grupo de mujeres influyentes, con la intención de persuadirla —a través de halagos, consuelo y apelaciones emocionales— para que renunciara a su fe.

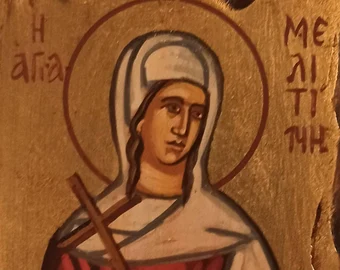
Icono bizantino de Santa Melissa, que data del, en la Iglesia de Santa Melitini, en Lemnos

Sin embargo, el intento fracasó. La santa no solo resistió toda forma de manipulación, sino que también convirtió al cristianismo a la esposa de Antíoco, junto con varias otras mujeres del entorno pagano. La mujer encargada de inducir a Melissa a la idolatría fue transformada por la verdad del Evangelio, convirtiéndose en discípula de Cristo. Ambas mujeres comenzaron a actuar en secreto en favor de la fe cristiana, evangelizando y convirtiendo a otros paganos, todo ello bajo el constante riesgo de persecución. 

Imagen devocional no oficial de Santa Melissa con sus atributos arrodillados en devoción al trono en el que se sientan la Virgen María y el Niño Jesús.

## Martirio
Cuando Antíoco descubrió que su esposa había abrazado el cristianismo, se enfureció profundamente. Considerando el hecho como una afrenta a su autoridad y una amenaza directa al orden imperial, ordenó la ejecución inmediata de ambas. Así, santa Melissa y la esposa del gobernador fueron decapitadas, sellando con el martirio el testimonio de su fe. Melissa, con una valentía inquebrantable, caminó hacia la muerte como quien camina hacia la gloria, recibiendo la corona eterna reservada para los santos mártires.

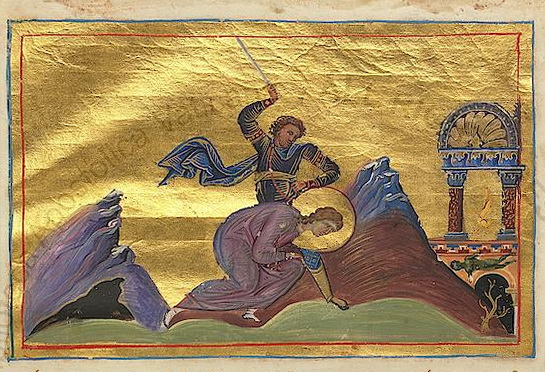
Martirio de Santa Melissa, en el Menologio de Basilio II, siglo X

Tiempo después, un cristiano macedonio llamado Acacio, que pasaba por Marcianópolis camino a su patria, se enteró de que las reliquias sagradas de Santa Melissa seguían sin ser sepultadas. Movido por la piedad y el celo, se presentó ante el gobernador y solicitó permiso para llevarse el cuerpo de la santa, con la intención de darle una sepultura digna en su tierra. Antíoco, ignorando sus verdaderas intenciones, le concedió la autorización para trasladar el cuerpo. 
Acacio depositó cuidadosamente los restos de Santa Melissa en un baúl y partió de inmediato por mar. Sin embargo, durante el viaje, enfermó gravemente y falleció. El barco en el que viajaba atracó en un promontorio de la isla de Lemnos, y allí, sus compañeros de viaje, respetando la voluntad del difunto, enterraron las reliquias de la santa mártir. El propio Acacio, quien había demostrado tanto amor y reverencia por los mártires de Cristo, fue sepultado junto a la tumba de Santa Melissa.
Así, la memoria de los santos mártires Melissa y Acacio perdura en la tradición cristiana como un ejemplo de fidelidad, celo apostólico y devoción inquebrantable. Su historia representa no solo el triunfo de la fe frente a la persecución, sino también el poder de la verdad evangélica, capaz de transformar los corazones incluso dentro de las estructuras de poder paganas del Imperio Romano. 